# Nachtschicht (Filmreihe)
Nachtschicht ist eine deutsche Kriminalfilm-Reihe von Regisseur und Drehbuchautor Lars Becker. Die Reihe wird für das ZDF produziert.

## Idee und Konzept
Hauptfiguren der Reihe sind vier Polizeibeamte der Nachtdienst-Besetzung des Kriminaldauerdienstes (KDD) in Hamburg: Hauptkommissar Erich Bo Erichsen (Armin Rohde), Hauptkommissarin Paula Bloom bis 2005 (Katharina Böhm), Lisa Brenner ab 2005 (Barbara Auer), Kommissarin Mimi Hu (Minh-Khai Phan-Thi) sowie bis 2008 der Polizist Teddy Schrader (Ken Duken). Erichsen ist der erfahrene Straßenpolizist, Bloom (und später Brenner) eine Polizeipsychologin. Die beiden Neulinge Schrader und Hu repräsentieren die junge Generation im Polizeidienst.
Anders als bei konventionellen Krimiserien steht bei den Nachtschicht-Filmen nicht die Lösung eines Falls im Vordergrund, sondern die Dynamik der Handlung sowie die beteiligten Personen. Die ersten vier Filme zeigen vor allem die kleinen und großen Katastrophen, die oft den Hintergrund von Polizeiarbeit abgeben und verdichteten sie zu Film-Noir-geprägten Großstadt-Thrillern: Bankraub mit Geiselnahme (Amok!), die Beziehung von verurteilten Straftätern zu ihren Kindern (Vatertag), Gewalt gegen Frauen (Tod im Supermarkt) sowie das Spektakel bei einem Gefängnisausbruch (Der Ausbruch).
Die Haupthandlung der einzelnen Folgen ist zeitlich jeweils auf den Turnus einer Nachtschicht von 18:00 Uhr abends bis 06:00 Uhr morgens komprimiert. Aus dem Rahmen üblicher Polizeiserien fällt auch der stark an den Neo-Noir-Thriller angelehnte Inszenierungsstil. Die einzelnen Filme der Reihe haben zwar schon aufgrund ihrer Länge Spielfilmcharakter, manche Handlungsstränge kehren zudem immer wieder – so etwa die Frage nach dem finanziellen Hintergrund von Hauptkommissar Erich Bo Erichsen. Auch die offene Frage, ob Erichsen bei der Verhaftung des Bühnenroadies Randy Schlosser die Beute für sich auf die Seite geschafft hat, ist in sämtlichen Nachtschicht-Filmen ein mitschwingendes Thema.

## Genre und Schauspieler
Lars Becker, bekannt vor allem durch Großstadtfilme wie zum Beispiel Kanak Attack (1996) oder Rette deine Haut, blieb auch bei der vom ZDF produzierten Reihe Nachtschicht seiner Art von Dramaturgie treu. Das hinter der Serie stehende Konzept beschrieb er in einem ddp-Interview wie folgt: „Mich interessieren an Stoffen immer die Beziehungen von Menschen und wie sie sich zueinander verhalten – egal ob mächtig oder machtlos.“
Bei der Verfolgung vergleichsweise harmloser Vergehen stoßen die Ermittler zuweilen auf schwere Verbrechen. Für die Kostümausstattung der Serie verantwortlich ist Beckers Frau Fana. Stark geprägt wird die Serie auch durch die Besetzung mit bekannten Schauspielern bis in die Nebenrollen – etwa der ehemaligen VIVA-Moderatorin Charlotte Roche in einer Szene als Supermarkt-Kassiererin oder Götz George in der zehnten Folge in einer Hauptrolle.
Die Kontinuität des Regisseurs bei der Besetzung von Rollen machte sich auch bei den Nebenfiguren bemerkbar, die in mehreren Folgen auftauchen, wie zum Beispiel Rosas Freund, der Taxifahrer Floyd (Ill-Young Kim) oder Dexter Herold, gespielt von Tristan Seith. Einige Schauspieler verkörpern in unterschiedlichen Episoden unterschiedliche Figuren: Ercan Durmaz etwa in Amok! den Nachbarn von Rosa, in Vatertag hingegen den Outcast Santini. Eine ähnliche Wandlung machte die Nebenrollen-Besetzung Oscar Ortega Sánchez durch: War er in der ersten Folge als Besitzer einer italienischen Espressobar zu sehen, gab er im Nachfolger Vatertag den Betreiber eines Nachtclubs im Rotlichtmilieu.
Einen Bruch gab es in der Folge Vatertag auch bei der Revierleitung des KDD: Anstelle von Pierre Semmler spielte Christian Redl eine Folge lang den unmittelbaren Vorgesetzten der Nachtschicht-Truppe. Zwischenzeitlich hatte Peter Kremer die Rolle inne, die mittlerweile von Özgür Karadeniz übernommen wurde.

## Besetzung
| Name              | Schauspieler        | Folge     | Jahr             |
| ----------------- | ------------------- | --------- | ---------------- |
| Erich Bo Erichsen | Armin Rohde         | 1–        | 2003–            |
| Paula Bloom       | Katharina Böhm      | 1–3       | 2003–2005        |
| Lisa Brenner      | Barbara Auer        | 4–16      | 2006–2019        |
| Mimi Hu           | Minh-Khai Phan-Thi  | 1–16, 19– | 2003–2019; 2025– |
| Teddy Schrader    | Ken Duken           | 1–5       | 2003–2008        |
| Walter Jülich     | Pierre Semmler      | 1; 3–6; 8 | 2003–2010        |
| Theo Lomax        | Peter Kremer        | 7; 9–10   | 2009–2011        |
| Ömer Kaplan       | Özgür Karadeniz     | 11–       | 2012–            |
| Yannick Kruse     | Christoph Letkowski | 11–14     | 2012–2016        |
| Elias Zekaries    | Tedros Teclebrhan   | 15–16     | 2018–2019        |
| Tülay Yildrim     | İdil Üner           | 17–       | 2021–            |
| Lulu Koulibaly    | Sabrina Ceesay      | 17–       | 2021–            |

## Episodenliste
| Folge | Titel                        | Regie       | Drehbuch    | Erstauf-führung                 | EA (ZDF)               | Episodenschauspieler |
| ----- | ---------------------------- | ----------- | ----------- | ------------------------------- | ---------------------- | --- |
| 1     | Amok!                        | Lars Becker | Lars Becker | –                               | 24. März 2003          | Uwe Ochsenknecht, Charlotte Roche, Cosma Shiva Hagen, Florian Lukas, Oscar Ortega Sánchez |
| 2     | Vatertag                     | Lars Becker | Lars Becker | –                               | 22. März 2004          | Jasmin Gerat, Anja Kling, Wotan Wilke Möhring, Axel Prahl, Oscar Ortega Sanchez |
| 3     | Tod im Supermarkt            | Lars Becker | Lars Becker | 24. Sep. 2005 Filmfest Hamburg  | 23. Jan. 2006          | Devid Striesow, Susanne Bormann, Henriette Heinze, Vadim Glowna |
| 4     | Der Ausbruch                 | Lars Becker | Lars Becker | 8. Okt. 2006 Filmfest Hamburg   | 29. Jan. 2007          | Martin Brambach, Jan Josef Liefers, Anna Loos, Florian Lukas, Bela B. |
| 5     | Ich habe Angst               | Lars Becker | Lars Becker | –                               | 28. Jan. 2008          | Ulrike Krumbiegel, Matthias Brandt, Manuel Cortez, Claudia Mehnert, Sandra Borgmann, Carol Campbell                                                                                            |
| 6     | Blutige Stadt                | Lars Becker | Lars Becker | 1. Okt. 2008 Filmfest Hamburg   | 26. Jan. 2009          | Sibel Kekilli, Maja Maranow, Fritz Karl, Uwe Kockisch, Carol Campbell |
| 7     | Wir sind die Polizei         | Lars Becker | Lars Becker | 1. Okt. 2009 Filmfest Hamburg   | 18. Jan. 2010          | Roeland Wiesnekker, Oliver Stokowski, Florian David Fitz, Elyas M’Barek, Cosma Shiva Hagen |
| 8     | Das tote Mädchen             | Lars Becker | Lars Becker | 3. Okt. 2010 Filmfest Hamburg   | 18. Nov. 2010 (ZDFneo) | Jürgen Prochnow, Dietmar Bär, Anna Schudt, Kai Wiesinger |
| 9     | Ein Mord zu viel             | Lars Becker | Lars Becker | –                               | 17. Jan. 2011          | Nora von Waldstätten, Martin Brambach, Mišel Matičević, Joachim Król, Katja Flint, Olli Dittrich                                                                                               |
| 10    | Reise in den Tod             | Lars Becker | Lars Becker | 5. Okt. 2011 Filmfest Hamburg   | 13. Jan. 2012          | Christian Redl, Clemens Schick, Götz George, Liz Baffoe |
| 11    | Geld regiert die Welt        | Lars Becker | Lars Becker | 28. Sep. 2012 Filmfest Hamburg  | 20. Jan. 2013 (ZDFneo) | Ben Becker, Fahri Yardım, Sophie Rois, Alexander Held |
| 12    | Wir sind alle keine Engel    | Lars Becker | Lars Becker | –                               | 27. Apr. 2015          | Alina Levshin, Katrin Bauerfeind, Clemens Schick, Hans-Jochen Wagner |
| 13    | Der letzte Job               | Lars Becker | Lars Becker | –                               | 1. Feb. 2016           | Jan Georg Schütte, Maja Maranow, Florian Lukas, Rainer Bock, Pegah Ferydoni, Sahin Eryilmaz |
| 14    | Ladies First                 | Lars Becker | Lars Becker | 1. Okt. 2016 Filmfest Hamburg   | 20. Feb. 2017          | Nora von Waldstätten, Jürgen Vogel, Henry Hübchen, Aurel Manthei, Sascha Alexander Gersak, Alexander Scheer, Thelma Buabeng, Anatole Taubman, Marleen Lohse, Peter Heinrich Brix               |
| 15    | Es lebe der Tod              | Lars Becker | Lars Becker | 2. Okt. 2018 Filmfest Hamburg   | 12. Nov. 2018          | Natalia Wörner, Frederick Lau, Murathan Muslu, Almila Bagriacik, Roland Koch, Gustav-Peter Wöhler, Kida Khodr Ramadan, Prince Kuhlmann                                                         |
| 16    | Cash & Carry                 | Lars Becker | Lars Becker | 27. Sept. 2019 Filmfest Hamburg | 4. Mai 2020            | Benno Fürmann, Pit Bukowski, Friederike Becht, Albrecht Ganskopf, Nadeshda Brennicke, Liz Baffoe, Hassan Akkouch, Maximilian Brückner, Lorna Ishema                                            |
| 17    | Blut und Eisen               | Lars Becker | Lars Becker | –                               | 29. März 2021          | Albrecht Ganskopf, Aurel Manthei, Marleen Lohse, Kais Setti, Tristan Seith, Navid Navid, Bernhard Schir, Jule Böwe, Frederic Linkemann, Katharina Heyer                                        |
| 18    | Die Ruhe vor dem Sturm       | Lars Becker | Lars Becker | –                               | 10. Oktober 2022       | Shenja Lacher, Sina Martens, Slavko Popadic, Ben Andrews Rumler, Roland Koch, Demet Gül, Albrecht Ganskopf, Ercan Durmaz, Oscar Ortega Sánchez, Sascha Reimann, Michael Del Coco, Sonja Hurani |
| 19    | Der Unfall                   | Lars Becker | Lars Becker | –                               | 31. März 2025          | Albrecht Ganskopf, Rocío Luz, Sogol Faghani, Maximilian Brückner, Nadeshda Brennicke, Selam Tadese, Gustav Peter Wöhler, Aziz Dyab, Mariam Abu Khaled, Marcel Heupermann, Altamasch Noor       |
| 20    | Nichts kann uns trennen (AT) | Lars Becker | Lars Becker | –                               | –                      | – |

## Erfolg und Kritik
Die Ausstrahlung des ersten Films verlief mit 5,7 Millionen Zuschauern überdurchschnittlich: So hatte die am 25. März 2003 als Fernsehfilm der Woche ausgestrahlte Debütfolge Amok! einen Marktanteil von 17,3 Prozent. Auch bei der Kritik kam der Film gut an. Die Fernsehzeitschrift Prisma lobte die „straffe Story, durchweg gute Darsteller, peppige[n] Dialoge und die nötige Portion Spannung.“ 2004 wurde der Erstling für den Adolf-Grimme-Preis nominiert, ebenso wie die siebte Folge Wir sind die Polizei 2011. Die meisten Folgen liefen im Wettbewerb für Fernsehfilme beim Filmfest Hamburg. Die Folgen wurden mehrfach im TV wiederholt; Amok! etwa im Rahmen des 3sat-Zuschauerpreises Ende 2006. Nach ihrer Fernseh-Ausstrahlung wurden alle Filme wiederholt auf DVD veröffentlicht.
Rainer Tittelbach von Tittelbach.tv lobte die hochkarätige Besetzung. „Da ist Armin Rohde als rabiater Instinktbulle. Und da ist Katharina Böhm als die Frau fürs psychologische Profil. Ken Duken mimt einen Jungspund-Polizisten, der sich sein Berufsbild aus amerikanischen Cop-Filmen abgeguckt hat, und Minh-Khai Phan-Thi sorgt für Multikulti-Flair im nächtlichen Hexenkessel der Hansestadt. Im Stile der Kultserie 24 ereignet sich alles in einer Nacht.“

## Sonstiges
Die damalige Hauptdarstellerin Katharina Böhm lobte in einem Interview bei ZDF-online insbesondere die gesellschaftskritische Haltung der Serie: „Ich finde das etwas sehr Schönes an ›Nachtschicht‹, dass der Film ein Bild auf diese Gesellschaft wirft. Auf eine Gesellschaft, in der Kinder in einer Wohnung verhungern und Nachbarn sagen: ‚Das geht mich nichts an, dass sie schreien, die schreien ja immer.‘ Das hat ganz viel mit Wegschauen zu tun. In dieser Gesellschaft kommt es doch zu so vielen Extremsituationen, weil wir einfach nicht mehr aufeinander aufpassen und nicht mehr miteinander leben.“